# 塔院寺金塔
塔院寺金塔，位于中国甘肃省金塔县，为一个省级文物保护单位，类型为古建筑。
塔院寺金塔的历史年代为明、清。